# Rhadinaea taeniata
Rhadinaea taeniata là một loài rắn trong họ Rắn nước. Loài này được Peters mô tả khoa học đầu tiên năm 1863.